# Szigliget
Szigliget község Veszprém vármegyében, a Tapolcai járásban.

## Fekvése
A Balaton északi partján, Badacsony és Keszthely között fekvő félszigeten, számos vulkanikus dombon terül el a falu. Határában torkollik bele a tóba a Nyirádtól idáig húzódó Kétöles-patak.

### Megközelítése
Legfontosabb közúti megközelítési útvonala a 71-es főút, mely a belterületétől nem messze északra halad el kelet-nyugati irányban, ezen érhető el Badacsony és Keszthely felől is; Tapolca térségével a 7318-as út köti össze. Belterületét ugyanakkor csak két öt számjegyű mellékút, a 71 123-as és a 71 337-es út érinti.
Autóbusszal elsősorban a Tapolcáról induló járatokkal érhető el a település központja, a strand és a kikötő; a távolsági járatok csak a 71-es főút szigligeti elágazásánál állnak meg.
A hazai vasútvonalak közül a (Budapest–)Börgönd–Szabadbattyán–Tapolca-vasútvonal érinti, mely a keleti határszéle mellett halad el. A község nevét viselő Badacsonytördemic-Szigliget vasútállomás a másik névadó település, Badacsonytördemic határai közt helyezkedik el, Szigliget központjától körülbelül 3 kilométerre keletre.
Májustól szeptemberig menetrend szerinti hajójárattal is elérhető, Badacsony, illetve Keszthely felől.

## Története
Régészeti leletek szerint már a kőkorszakban és bronzkorban is lakott volt, és kelta, római illetve avar sírleletek is kerültek elő. A 12. századból több írásos, sőt épített emlék (Avasi-templomrom) is maradt ránk. Neve (Sziget-liget; Zeg-Ligeth) korábbi sziget mivoltára utal, szigetjellegét az 1822-es partrendezéssel szüntették meg.
A mohácsi csatát követően a település és a szigligeti vár birtokosai a tekintélyes nemesi származású lengyeltóti Lengyel család tagjai voltak. A vár leghíresebb várkapitánya Magyar Bálint volt, akinek halála után, 1573-tól a következő szigligeti várkapitány a sógora, lengyeltóti Lengyel István (fl. 1567–1581) lett.
A település Szent István magyar király korától egészen az 1950-es megyerendezésig Zala vármegyéhez tartozott.

## Közélete

### Polgármesterei
- 1990–1994: Mezey Artúr (FKgP)[3]
- 1994–1998: Mezey Artúr (FKgP)[4]
- 1998–2002: Mezey Artúr (független)[5]
- 2002–2006: Balassa Balázs (független)[6]
- 2006–2010: Balassa Balázs (független)[7]
- 2010–2014: Balassa Balázs (független)[8]
- 2014–2019: Balassa Balázs (független)[9]
- 2019–2020: Balassa Balázs (független)[10]
- 2020–2024: Balassa Dániel (független)[11]
- 2024– : Balassa Dániel (független)[1]

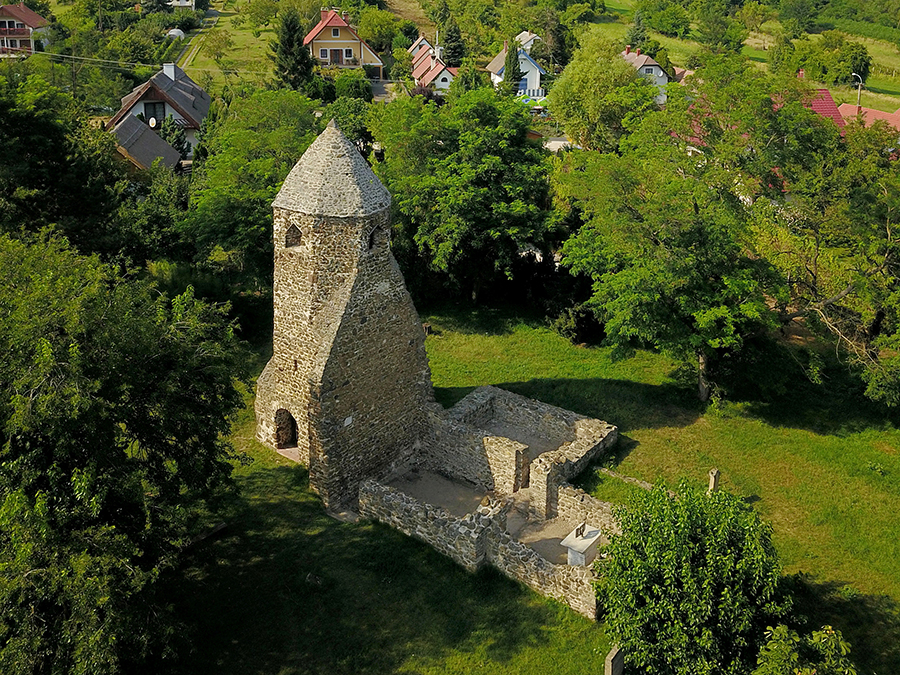
Szigliget, Avasi templomrom légi fotón

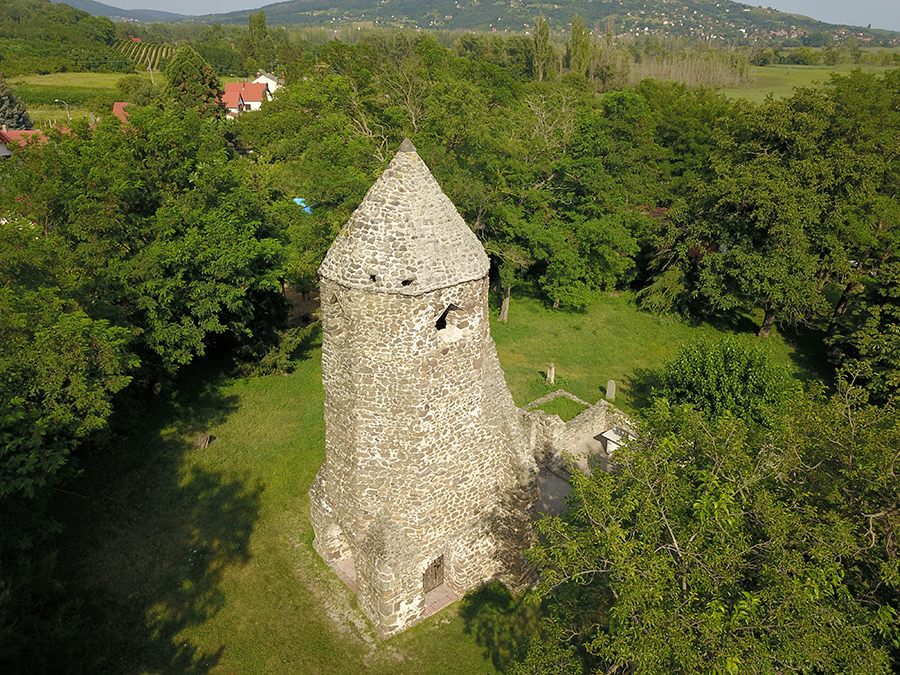
Szigliget, Avasi templomrom légi felvételen

A településen 2020. október 18-án azért kellett időközi polgármester-választást (és képviselő-testületi választást) tartani, mert a települést 18 éve vezető Balassa Balázs 2020. július 22-én, a munkáját érő igazságtalan támadásokra hivatkozva bejelentette lemondását, ami után a képviselő-testület is feloszlatta magát.

## Népesség
A település népességének változása:
| Lakosok száma | 814  | 801  | 810  | 819  | 834  | 825  | 827  |
|               | 2013 | 2014 | 2015 | 2021 | 2022 | 2023 | 2024 |

A 2011-es népszámlálás során a lakosok 92,9%-a magyarnak, 4,3% németnek, 0,2% szerbnek mondta magát (6,3% nem nyilatkozott; a kettős identitások miatt a végösszeg nagyobb lehet 100%-nál). A vallási megoszlás a következő volt: római katolikus 68,9%, református 3,3%, evangélikus 1,2%, izraelita 0,2%, görögkatolikus 0,1%, felekezeten kívüli 6,9% (18,5% nem nyilatkozott).
2022-ben a lakosság 85,5%-a vallotta magát magyarnak, 4,8% németnek, 0,1% cigánynak, 0,1% horvátnak, 0,1% lengyelnek, 4,3% egyéb, nem hazai nemzetiségűnek (12,7% nem nyilatkozott; a kettős identitások miatt a végösszeg nagyobb lehet 100%-nál). Vallásuk szerint 41% volt római katolikus, 3,2% református, 1,2% evangélikus, 0,5% görög katolikus, 0,1% izraelita, 0,8% egyéb keresztény, 0,6% egyéb katolikus, 7,7% felekezeten kívüli (44,5% nem válaszolt).

## Nevezetességei

Szigliget és környékének térképe
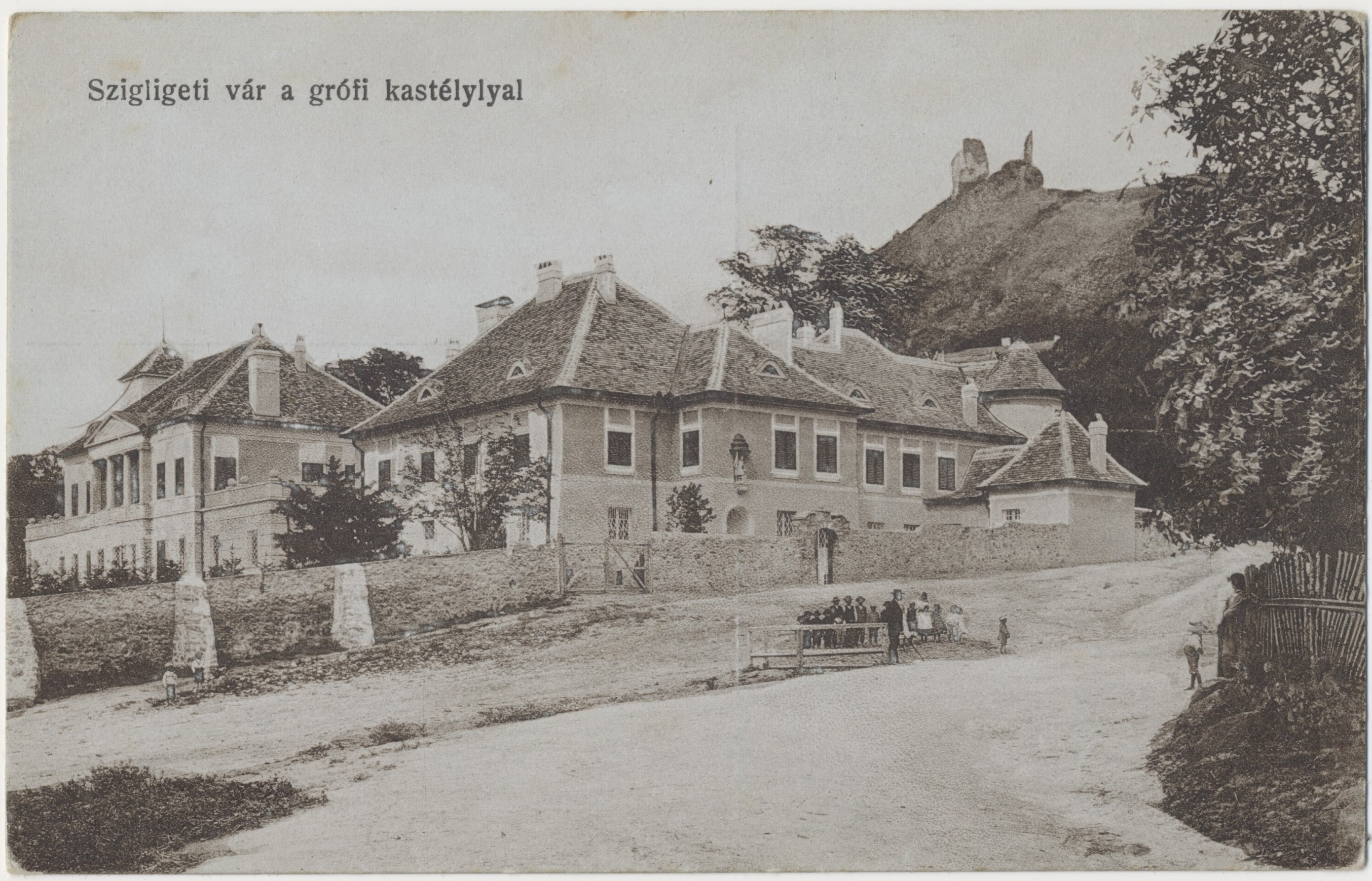
A vár és kastély 20. század eleji képeslapon

- A 12. században épült Avasi-templom romjai
- A 168 méter magas Rókarántó-hegyre épült klasszicista stílusú Szentháromság-kápolna
- A szigligeti vár
- A 239 méter magas Várhegy köré települt Ófalu. A domboldal kanyargós utcácskái mellett nádtetős házak őrzik a múlt századok hangulatát – nem véletlen, hogy számos magyar költőt is megihletett e táj varázsa.
- A 19. század elején épült klasszicista Esterházy-kastély (és 9,2 hektáros arborétuma) a Szigligeti Alkotóház néven működik.
- A településen áthalad az Országos Kéktúra.

## Ismert emberek
Itt született
- Bódi Mária Magdolna (1921–1945) magyar vértanú

Itt élt
- Básti Lajos Kossuth-díjas színművész, az egyik legszebben beszélő magyar színész
- Pap Vera Kossuth-díjas színművész
- Marton László Kossuth-díjas szobrászművész Szigligeten is élt és alkotott, itt helyezték végső nyugalomra
- Gerzson Pál Munkácsy-díjas festőművész
- Orbán Ottó költő, műfordító, esszéista Szigligeten hunyt el 2002. május 26-án
- Csiszár Jenő rádiós és televíziós műsorvezető
- Szivós Márton világbajnok magyar vízilabdázó

## Szigliget a művészetben
- Szigliget a helyszíne Lipták Gábor Sajkások serege című, s a balatonfüredi író Amiről a kövek beszélnek című novelláskötetében szereplő történelmi novellájának, amely Tóti Lengyel Gáspár várkapitány (1647) és a szigligetiek vitézségének állít emléket;
- Szigliget a címadó helyszíne Lipták Gábor A szigligeti leányrablás című, s az író Aranyhíd című novelláskötetében szereplő történelmi novellájának;
- Szigliget címmel írt elbeszélő költeményt a vár történetéről Kisfaludy Sándor.
- Rúzsa Magdolna Szigliget Light című dal helyszíne és címadója.

## Régi mondások, falucsúfolók a településről
- Szigetbe’ az ember nem találja a sétatért.[15]

## Testvértelepülés
Obernzell, Németország

## Képgaléria

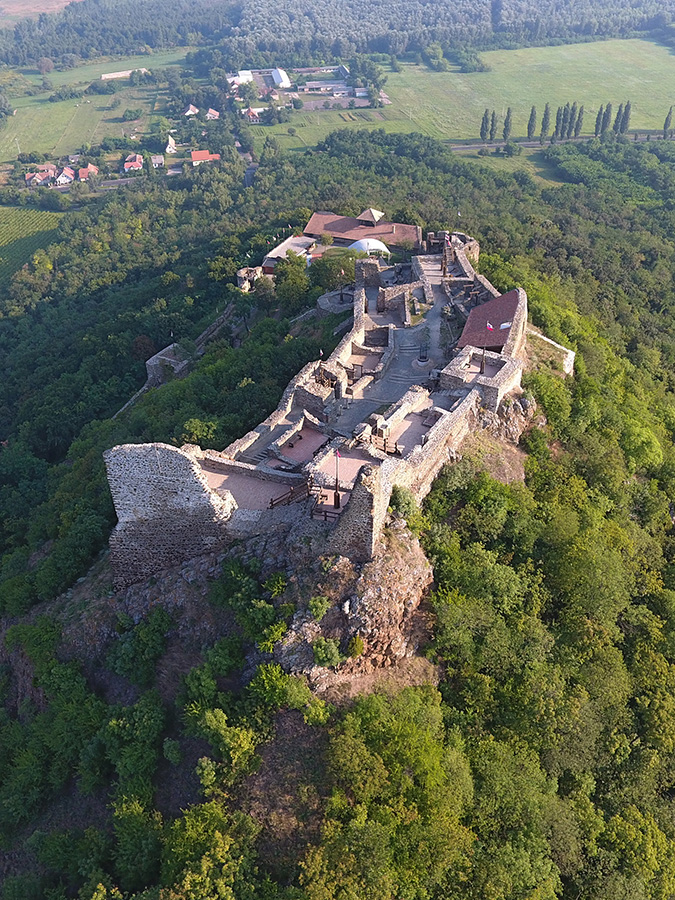
A vár légi felvételen
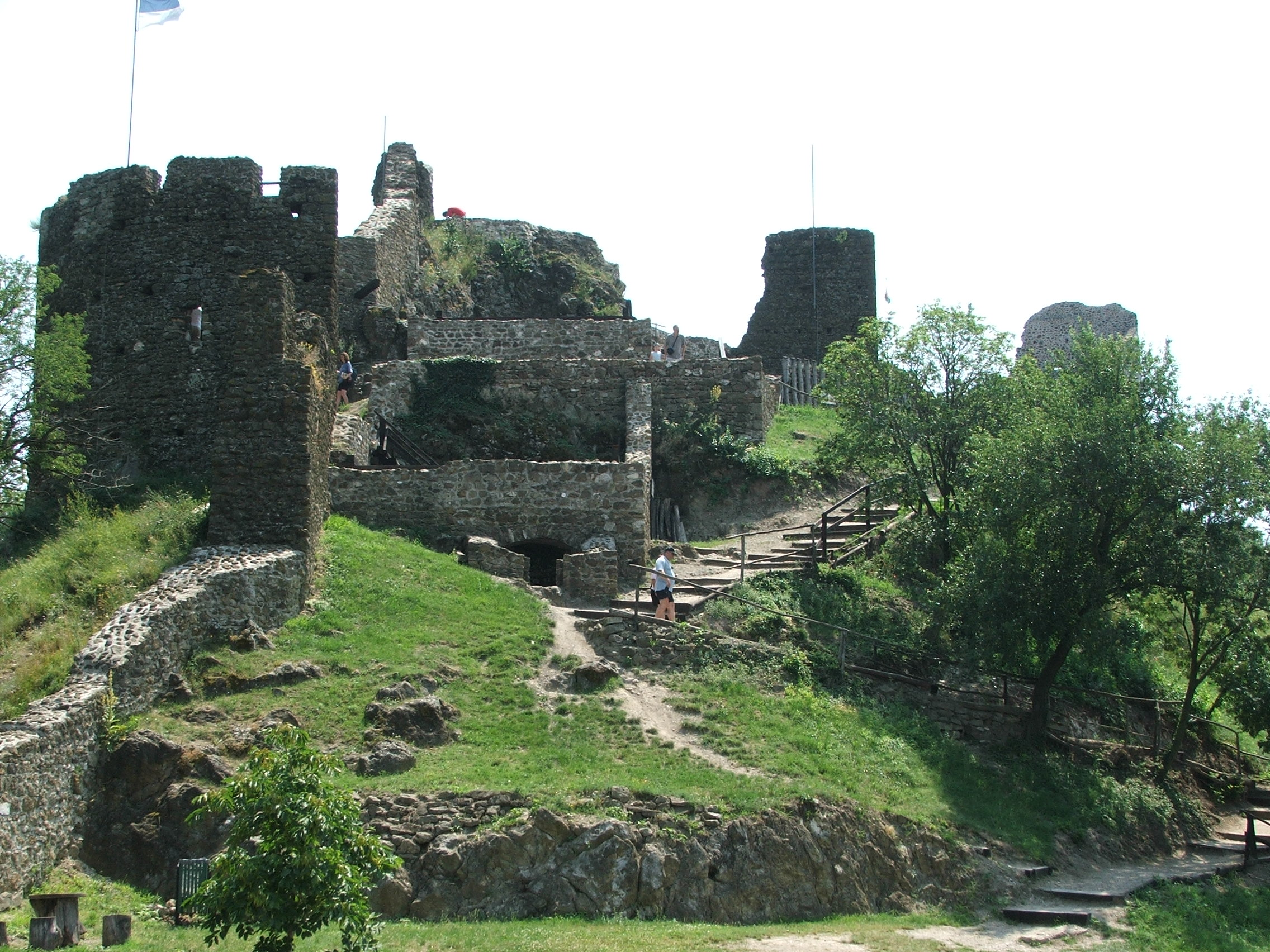
A vár belülről
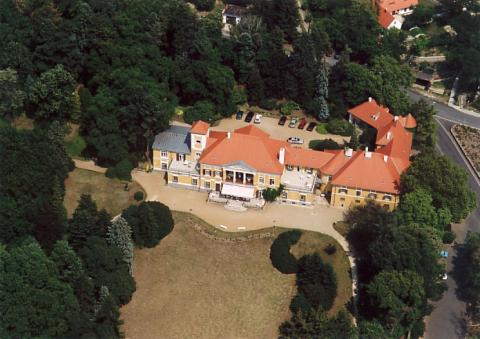
Esterházy-kastély
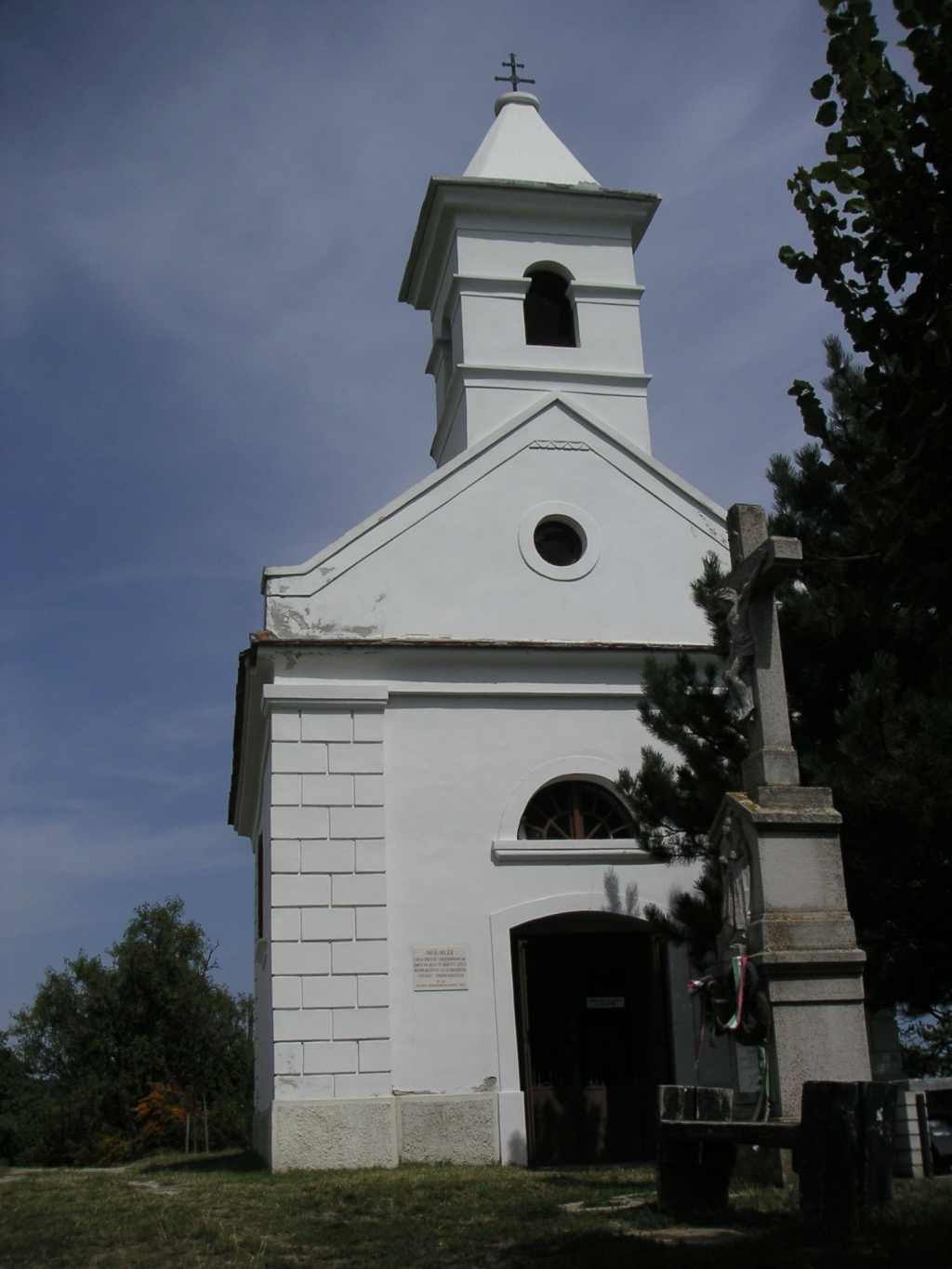
Szentháromság-kápolna
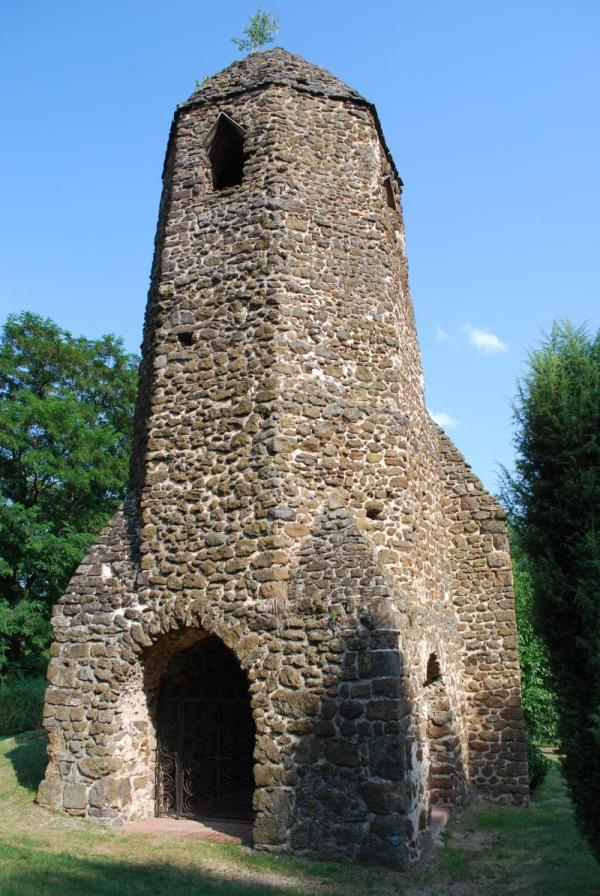
Az Avasi templomrom Szigligeten.
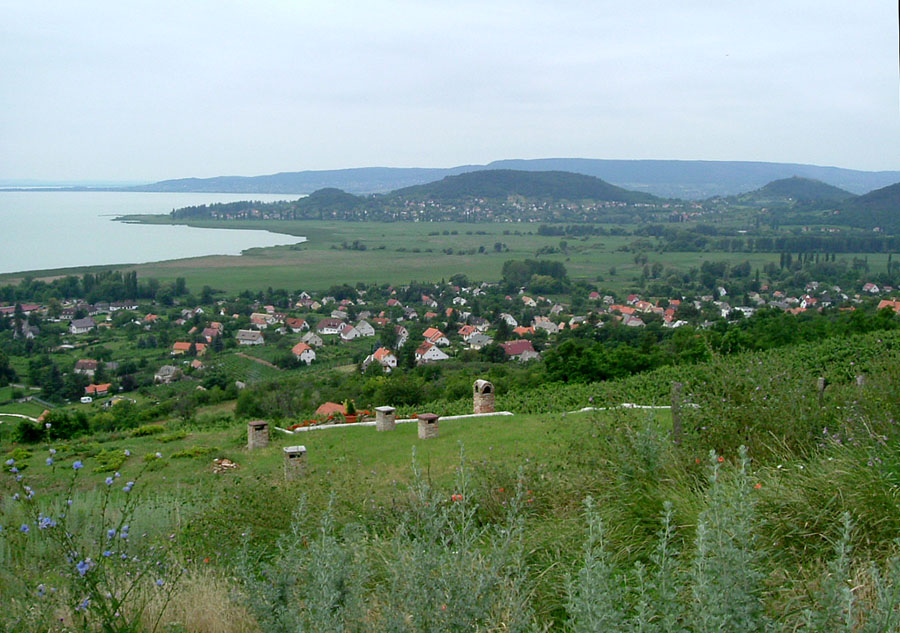
Légi felvétel
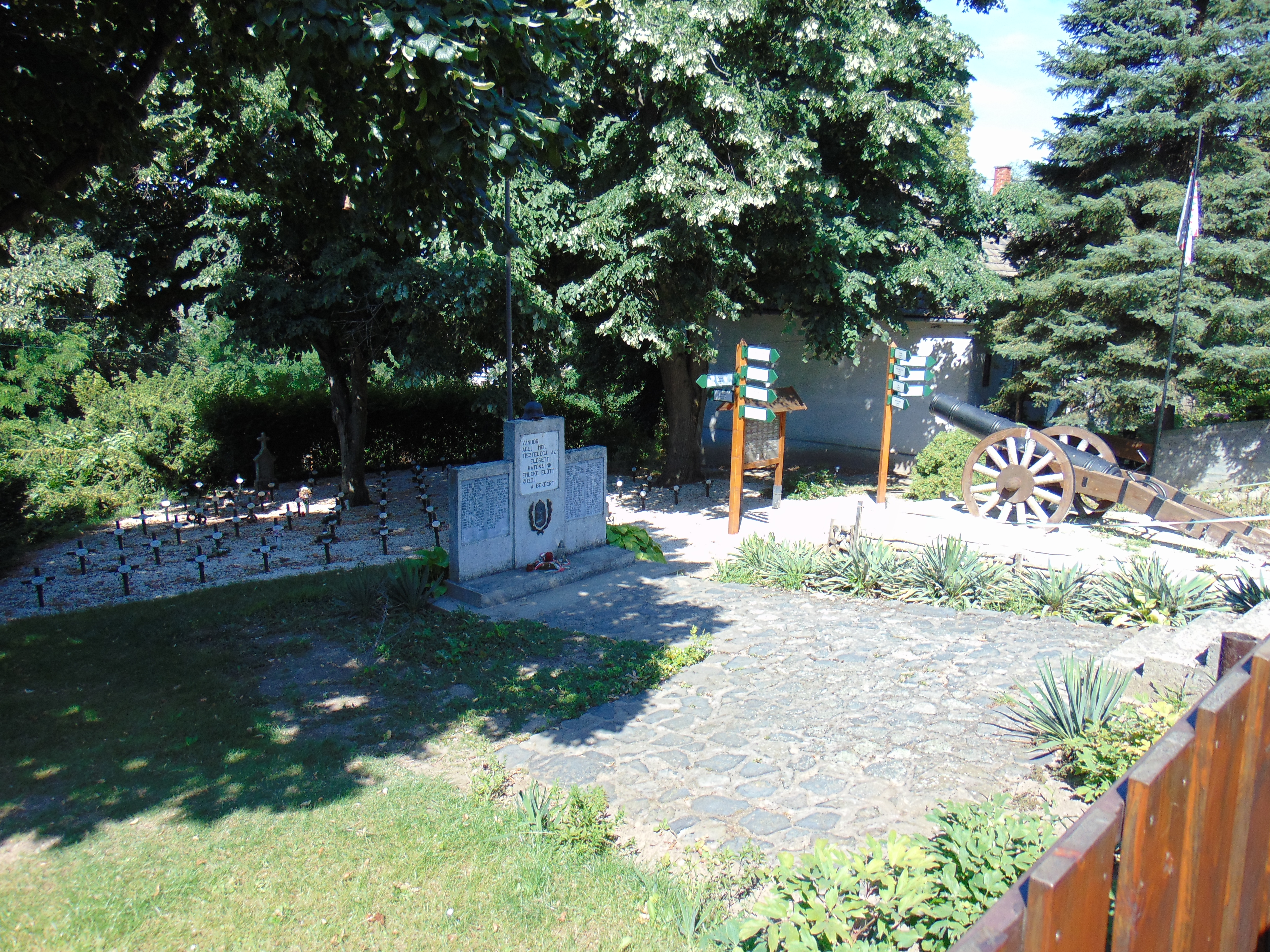
Hősi emlékpark
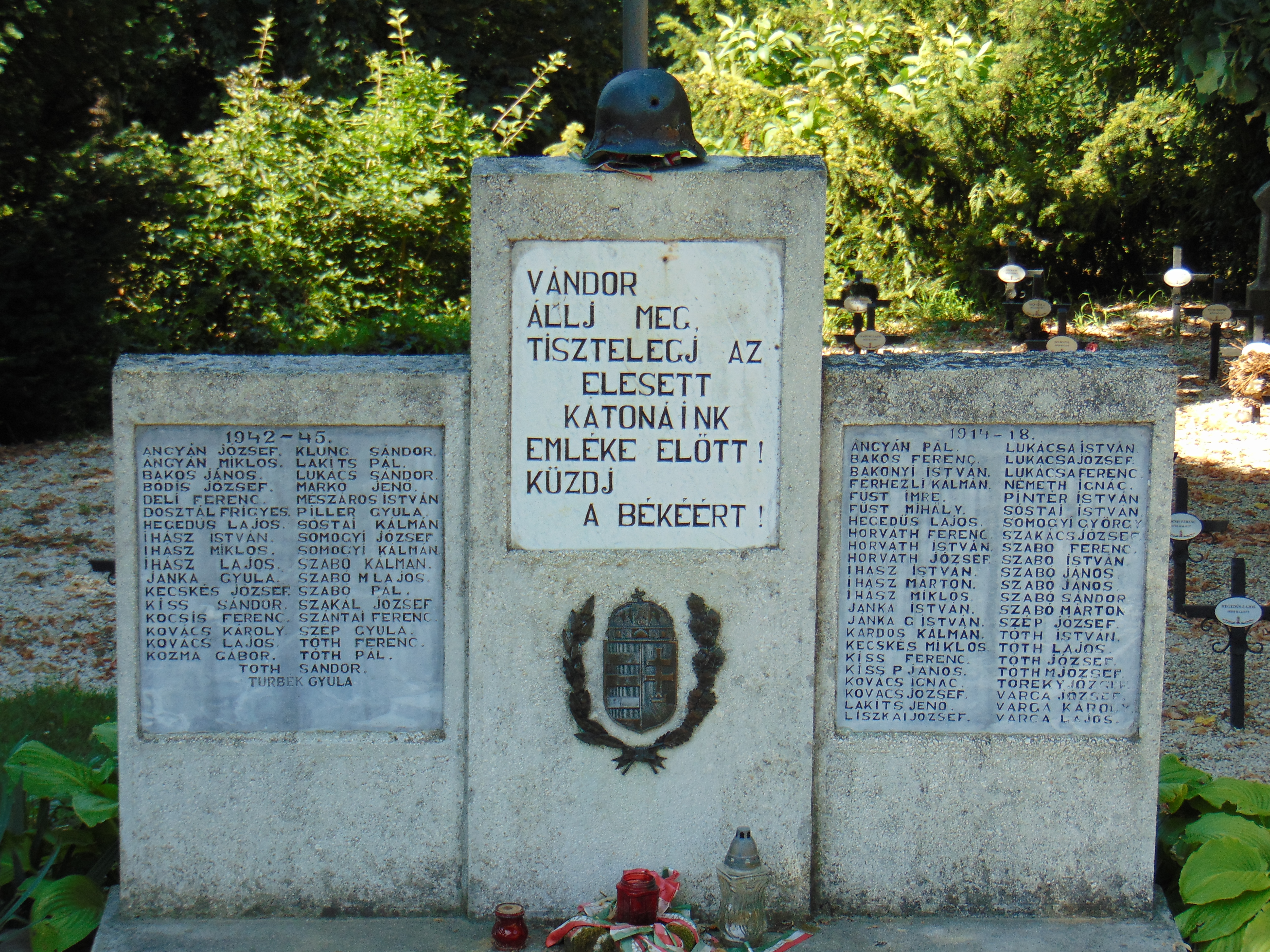
Első világháborús hősi emlékmű
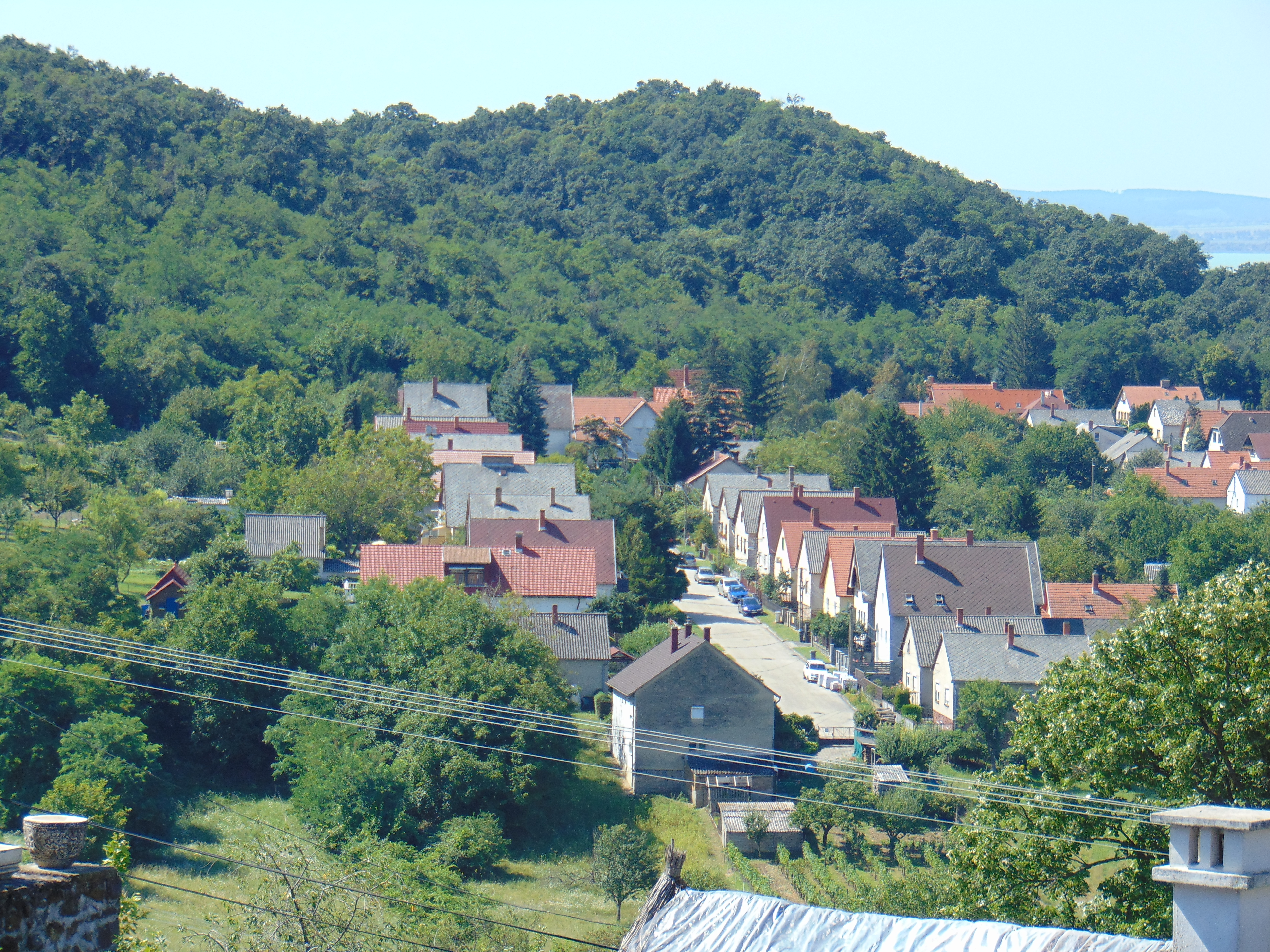
Szigligeti falurészlet a Kisfaludy utca felől nézve